# Jean de Sismondi
 (septembre 2017).
Jean Charles Léonard Simonde de Sismondi, né à Genève le 9 mai 1773 et mort à Chêne-Bougeries le 25 juin 1842, est un historien, essayiste politique et économiste suisse.

## Biographie
D’abord influencé par Adam Smith, il embrasse la cause libérale et fréquente les salons de Madame de Staël au sein du Groupe de Coppet. En 1801, il publie une « statistique du département du Léman » qui expose une situation préoccupante de l'économie genevoise. Attaché aux libertés, il critique vertement le projet de Constitution de la République de Genève soumis à la population en 1816, publie une brochure et fait signer « la pétition des 16 ». À la suite de pressions bourgeoises, il cesse ses critiques. 
Son adhésion au libéralisme économique de Ricardo et Smith prend fin en 1819 avec la publication des Nouveaux principes d'économie politique. Pour la première fois, un économiste évoque une nécessaire redistribution des richesses. Selon lui, loin d'assurer le bien-être de tous, le libéralisme économique accroît la misère des travailleurs parce que :
- la concurrence exerce une pression à la baisse sur les coûts de production et donc sur les salaires ;
- le rythme élevé du progrès technique fait que les anciens résistent en bradant les prix et donc les salaires.

Il y a donc une contradiction : la mécanisation entraîne du chômage, en remplaçant l'homme par la machine, et permet une production de masse que les travailleurs ne peuvent acheter, ce qui entraîne une surproduction. Ses vues seront critiquées par des auteurs libéraux tant français (Jean-Baptiste Say) qu'anglo-saxons (John Ramsey McCulloch, Robert Torrens et David Ricardo) dans ce qui reste l'une de plus célèbres controverses économiques et l'une des remises en cause les plus virulentes de la loi des débouchés de Say.
Ces "Nouveaux principes" font l'objet d'une seconde édition en 1827, où Sismondi réitère ses critiques envers le libéralisme notamment au regard des crises de surproduction ayant durement affecté l'Angleterre.
Face à cette situation, Sismondi formula un programme d’intervention de l'État ayant pour buts la protection de la classe ouvrière, la lutte contre les excès de la concurrence et la régulation du progrès afin d'éviter le chômage et la crise économique : 
- garantie professionnelle où le patron se charge de l'ouvrier malade ou au chômage ;
- fin de la dissociation travail/propriété, soit le retour à l'artisanat et à la petite exploitation agricole.

Ses positions furent en partie critiquées par Karl Marx qui le considéra comme le chef du « socialisme petit-bourgeois », et par Lénine qui l'appela « socialiste romantique ». Sismondi ne se considérait pas comme socialiste et avait notamment condamné le système saint-simonien, qui représentait la forme socialiste la plus aboutie à l'époque. Il ne se considérait même pas comme un démocrate. Il a dit : "je suis un libéral, ou encore mieux, un républicain, mais certainement pas un démocrate" en 1835. Il condamnait notamment les effets du vote majoritaire, qu'il considérait comme tyrannique pour la minorité. Sismondi a toujours défendu la propriété privée (il a fortement critiqué Rousseau sur ce point) même s'il considérait qu'elle n'est pas un "droit naturel" mais un droit institué par l'État (dans ses Études d'économie politique). Il a critiqué les effets du libre-échange, notamment en ce qui concerne les destructions d'emplois qu'il entraîne, dans un article portant sur le débat autour des Corn Laws (les lois sur les blés).
Sismondi, d'origine bourgeoise, a toujours eu grand respect des institutions qu'il n'a pourtant jamais hésité à critiquer sévèrement. Il a notamment adhéré à la politique du Progrès graduel du Premier Syndic Jean-Jacques Rigaud, mise en place dès le milieu des années 1820. Convaincu que la Constitution de 1816 devait évoluer, il tint une position délicate, demandant des réformes mais s'opposant à toute révolution violente. Lorsqu'en 1841 une Constituante fut obtenue par pression de la foule, Sismondi s'y opposa. Néanmoins, il décida de s'y porter candidat, fut élu, et milita en son sein pour des réformes minimales, provoquant l'incompréhension des radicaux emmenés par James Fazy. Malade, fatigué, il tint un dernier discours mémorable avant d'être raccompagné chez lui. Il mourut quelques jours plus tard, avant la fin des travaux constituants.
Il se déclarait disciple d'Adam Smith mais s'opposait à la loi de Say (plutôt que de nier la possibilité de la surproduction, il l'explique par trois facteurs : la sous-consommation, la concurrence et l'incertitude de la prévision de débouchés) et prônait l'intervention de l'État. Il n'est ainsi pas considéré comme « classique » mais qualifié de précurseur de Schumpeter pour ses travaux sur le progrès technique, et, suivant les auteurs, de social-démocrate.
Il fut membre du comité philhellène de Genève.
Sismondi a épousé le 19 avril 1819 à Jeffreyston, dans le Pembrokshire (Pays de Galles), Jessica Allen (1777-1853), dont la nièce, Emma Wedgwood, deviendra la femme du naturaliste et paléontologue Charles Darwin. Emma Darwin et Sismondi étaient proches, et ce dernier visita la maison des Darwin lors de son dernier voyage en Angleterre, en 1840 .

### Patronyme
Son véritable nom était Simonde, mais il ajouta Sismondi à son nom patronymique à la suite de prétentions à une origine toscane ;.

## Idées

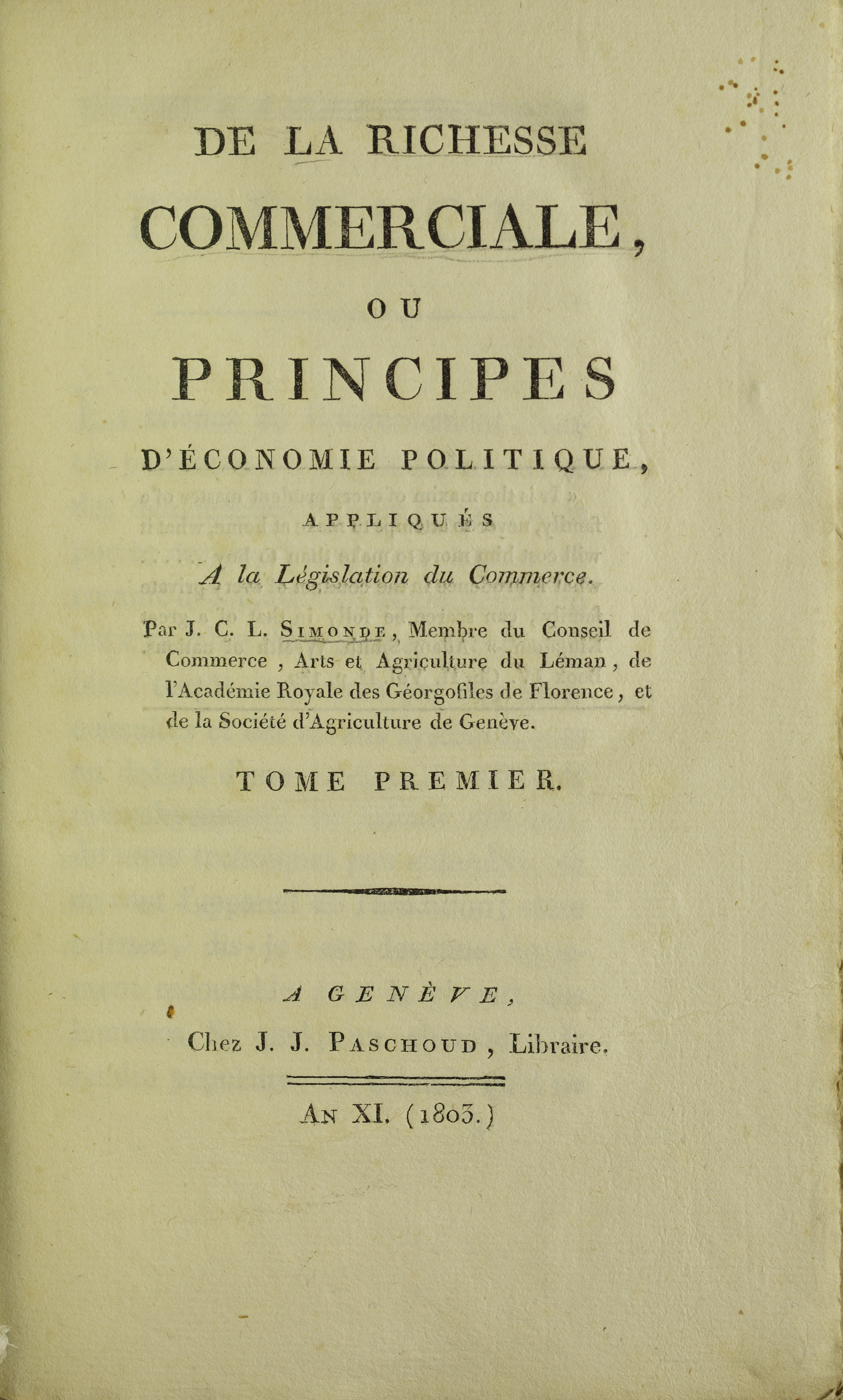
Page de titre du De la richesse commerciale, 1803

### Le machinisme
D'après la thèse de Sismondi, l'introduction de nouvelles machines ne profite qu'au patronat.
En effet, les profits grossissent alors que les salaires restent les mêmes.
Il considère que cette augmentation des capacités de production va mener à des faillites : la consommation ne peut pas suivre le surplus de production puisque les ouvriers ne sont pas payés à leur juste valeur (idée reprise, plus tard, par Karl Marx).↵La concurrence incite les entreprises à investir sans cesse, ce qui cause des faillites en chaîne.

### La protection sociale
Sismondi considère que l'inégal partage des richesses est doublement néfaste : c'est injuste et cela provoque des crises de surproduction.
Il pense alors à faire augmenter les salaires en réduisant le temps de travail et en interdisant le travail des enfants.
Il aimerait aussi que l'entreprise prenne en charge les périodes de maladie et de vieillesse des ouvriers.

### Le travail

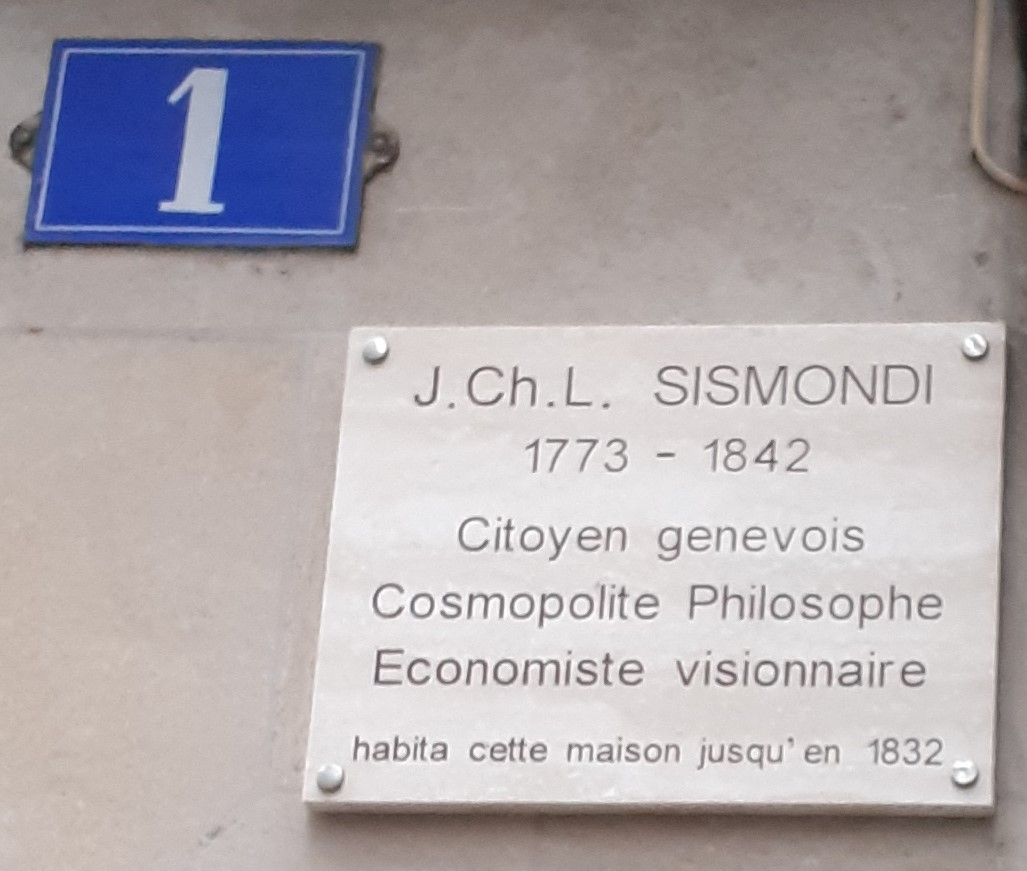
Plaque située à la rue Etienne-Dumont

Sismondi est le premier à dire que toute la valeur vient du travail, parce qu'il est le seul à ajouter de la valeur à un produit. Il critique la théorie d'Adam Smith qui attribue la valeur d'une marchandise à la quantité de travail qu'elle peut commander et qui fait de la division du travail et de l'extension des marchés la source de la productivité. Pour Sismondi le capital est du travail accumulé. Le travail n'ajoute de la valeur que quand il accumule du capital, c'est-à-dire s'il reste une valeur nette (un surplus, un profit) une fois que toutes les dépenses et en particulier les salaires sont payées. Une production qui se consomme intégralement en salaire n'ajoute aucune valeur, n'est pas productive, il ne fait que reconstituer et perpétuer un cycle, sans en sortir.
Ajouter de la valeur c'est ajouter du capital fixe, des machines, des entrepôts, des forces aveugles de la nature qui ont été redirigés par l'intelligence et l'habileté etc. qui sont autant de richesses futures. Ce capital ne produit que s'il est fécondé par le travail, qui le met en mouvement. Sismondi ajoute que le surplus, le profit sont accaparés par les riches, qui sont propriétaires du capital et de ce fait peuvent décider seuls du partage de la valeur ajoutée, et de la richesse. Ils décident aussi de ce qui est produit, en l'occurrence au XIXe siècle ils produisent des biens de luxe qui ne sont d'aucune utilité pour les ouvriers, qui, mis en concurrence par le capital, voient leurs salaires baisser et s'enfoncer dans la misère. Ces thèses seront largement reprises par Marx.
Si la machine est un moyen privilégié de l'accumulation c'est parce qu'elle n'a pas besoin de salaire. Les écologistes, au XXe siècle, viennent objecter qu'une sorte de salaire aurait dû être payé à la nature, pour lui permettre de subsister, tout comme le salaire devait permettre à l'ouvrier de subsister et non de s'enfoncer dans la misère. Le non-entretien de la nature conduit à sa dégradation, il conduit à l'accumulation d'une dette écologique, qui est pour le moment masquée par le déstockage de ressources non-renouvelables.

## Historien
- Sismondi est aussi connu pour ses travaux sur l'histoire de l'Italie :
  - Tableau de l'agriculture toscane (Genève, Paschoud, 1801) 
  - Histoire des républiques italiennes du Moyen Âge - 16 volumes (Zurich, Henri Gessner, 1808)
- Il est aussi l'auteur d'une Histoire des Français en 30 volumes publiée à Paris (Treuttel et Wurtz) entre 1821 et 1844.
- Il donna le nom de « Suisse pesciatine » à une région montagneuse de Pescia où il fut exilé et qui lui rappelait son pays natal.
- Il est reconnu par Jules Michelet comme "illustre" mais, bien que "érudit et honnête", ne pouvant fournir un travail avec une vue d'ensemble, faute d'accès aux actes et manuscrits de ses sujets d'étude[8].

## Postérité
- Un collège genevois porte son nom depuis 1975 : le collège Sismondi[9].
- Simone de Beauvoir s'est inspiré de l'ouvrage de Sismondi sur les républiques italiennes du Moyen Âge pour certains passages historiques de son roman Tous les hommes sont mortels[10].
- Depuis le 6 juillet 1988, une rue porte son nom à Genève : la rue Sismondi[6].

## Principaux ouvrages
- Tableau de l'agriculture toscane (1801)
- De la richesse commerciale (1803)
- Histoire des républiques italiennes du Moyen Âge (1807–1818)
- De la vie et des écrits de Paul-Henri Mallet (1807)
- Du papier monnoie et des moyens de le supprimer, Weimar : Landes-Industrie-Comptoir, 1810 (lire en ligne)
- De la littérature du midi de l'Europe (1813)
- Considérations sur Genève dans ses rapports avec l'Angleterre et les états protestants (1814)
- De l'intérêt de la France à l'égard de la traite des nègres, Genève & Paris : chez J.-J. Paschoud, 1814 (lire en ligne)
- Nouvelles réflexions sur la traite des Nègres, Genève & Paris : chez J.-J. Paschoud, 1814 (lire en ligne)
- Examen de la Constitution française (1815)
- Économie politique (1815)
- Nouveaux principes d'économie politique, ou de la richesse dans ses rapports avec la population (1819)
- Histoire des Français (1821–1844), en 18 volumes pour l'édition belge de Meline, Cans et Cie (1849)
- Julia Severa, ou l'an 492 (1822)
- Histoire de la chute de l'empire romain et du déclin de la civilisation (1835)
- Études sur les Constitutions des peuples libres (1836)
- Les colonies des anciens comparées à celles des modernes (1837)
- Études sur les sciences sociales (1836-38; 3 vol.)
- Études sur l'économie politique (1837)
- Précis de l'histoire des Français (1839)
- Fragments de son journal et correspondance (1857)

#### Ouvrages
- Albert Aftalion, L'œuvre économique de Simonde de Sismondi, Faculté de droit de Paris, A. Pedone, Paris, 1899.
- Paul Chanson, Sismonde (sic) de Sismondi (1773–1842), précurseur de l'économie sociale, Institut d'études coopératives et sociales, Paris, 1944.
- Lucien Gillard, Simonde de Sismondi, vie, œuvres, concepts, Ellipses Marketing, 2010.
- Élie Halévy, Sismondi, F. Alcan, 1933.
- Camille Jullian, Notes sur l'histoire de France au xixe siècle, Hachette, 1897, p. XXIV-XXV.
- François-Auguste Mignet, Notes historiques, tome 2, Paulin/Lheureux, 1853.
- Mohamed Mahmoud Mohamedou et Davide Rodogno, Temps, espaces et histoires : monuments et héritage raciste et colonial dans l'espace public genevois : état des lieux historique, Genève, Institut de hautes études internationales et du développement, 2022, 179 p. (ISBN 978-2-940600-32-8, lire en ligne), p. 127-130.
- B. Reizov, L'Historiographie romantique française : 1815-1830, Moscou, Éditions du progrès, s.d.
- Jean-Rodolphe de Salis, Sismondi, 1773-1842. La vie et l'œuvre d'un cosmopolite philosophe, Champion, 1932.
- M. Stanghellini Bernardini, Sismondi livellario del conservatorio di San Michele di Pescia, Sismondi esule a Pescia.
- R. Tomassucci (dir.), Sismondi e l'agricoltura della Valdinievole nell'800, Catalogue de l'exposition, Pescia, 1982.
- Pasquale Villari, « Lettres inédites de Sismondi écrites pendant les Cent-Jours », Revue historique, t. 3,‎ 1877, p. 86-106, 319-345 (lire en ligne), t. 4, 1877, p. 139-153, 347-361, t. 5, 1877, p. 347-360, t. 6, 1878, p. 106-129.
- Sismondi et son temps : exposition organisée à l'occasion du bicentenaire de Sismondi : 1773-1973, Genève, 1973.

#### Articles
- Dupuigrenet-Desroussilles, « Sismondi et le goût du bonheur (esquisse de psycho-analyse) », Économies et sociétés, X, 1976 ;
- Sophie-Anne Leterrier, « Sismondi » dans Christian Amalvi (dir.), Dictionnaire biographique des historiens français et francophones. De Grégoire de Tours à Georges Duby, Paris, La Boutique de l'histoire, 2004, p. 291-292 ;
- Michel Porret, « La fustigation remplit les conditions essentielles de la pénalité : Sismondi contre l'utopie carcérale », in Sismondi e la civiltà toscana : atti del Convegno internazionale di studi, Pescia, 13–15 aprile 2000, p. 365–393, [Firenze] : L.S. Olschki, 2001.
- Olivier Meuwly, « Sismondi, libéral atypique ou précurseur d'un socialisme éclairé? », Passé simple, no 59,‎ novembre 2020, p. 17-19.